# KKs3
[KK2000]03 (KKs3) – galaktyka karłowata należąca do Grupy Lokalnej. KKs3 należy do typu karłowatych galaktyka sferoidalnych i jest dopiero trzecią odkrytą galaktyką tego typu, która jest całkowicie izolowana – nie znajduje się w bezpośredniej bliskości żadnej bardziej masywnej galaktyki.

## Nazwa
Podstawowe oznaczenie galaktyki, [KK2000]03, i jego skrót, KKs3, pochodzi od pierwszych liter nazwisk głównych autorów Nearby Galaxy Catalog (I. D. Karachentsev i V. E. Karachentseva) opublikowanego w 2000 i zaktualizowanego w 2013.  Liczby „03” w nazwie obiektu i „3” w jego skrócie oznaczają number kolejny katalogu.  Obiekt był także skatalogowany w Principal Galaxies Catalogue pod numerem 9140 i w Southern Galaxy Catalogue jako SGC 022423-7344.3 gdzie „022423-7344.3” to przybliżone współrzędne astronomiczne obiektu.

## Odkrycie
Obiekt ten był obserwowany już od 1985, jednak dopiero w 2014 dzięki obserwacjom teleskopu Hubble’a potwierdzono, że jest to karłowata galaktyka sferoidalna.

## Charakterystyka
KKs3 jest galaktyką karłowatą należącą do Grupy Lokalnej. Należy do typu karłowatych galaktyka sferoidalnych i jest dopiero trzecią odkrytą galaktyką tego typu, która jest całkowicie izolowana – nie znajduje się w bezpośredniej bliskości żadnej bardziej masywnej galaktyki. Galaktyka odległa jest o około siedem milionów lat świetlnych od Ziemi (2,12 tysięcy parseków) i położona jest w gwiazdozbiorze Węża Wodnego, jej masa wynosi około 0,0001% masy naszej Galaktyki.
Galaktyki karłowate najczęściej położone są w pobliżu większych galaktyk. Znajdujące się w nich początkowo gazy, z których powstają gwiazdy, są kradzione przez grawitacyjny wpływ ich większych sąsiadów, a często same galaktyki karłowate są wchłaniane przez bardziej masywne galaktyki. Galaktyki karłowate są zazwyczaj bardzo ciemne i przez to trudne do odnalezienia, zazwyczaj w ich wnętrzu nie dochodzi już do formowania się nowych gwiazd. Izolowane galaktyki karłowate, takie jak KKs3, najprawdopodobniej ewoluowały w inny sposób. Bez wpływu grawitacyjnego większych galaktyk zachowały one prawdopodobnie gazy, z których formowały się nowe gwiazdy, ale proces ten był bardzo krótki i gwałtowny, aż do wyczerpania się zapasów materiału na nowe słońca.